# Abella (Medizinerin)
Abella war angeblich eine Ärztin aus der Schule von Salerno. Als ihre Wirkungszeit wird das 11. oder 14. Jahrhundert angegeben.

## Rezeption
Die früheste Erwähnung von Abella findet sich 1681 bei Antonio Mazza, der sie neben den wahrscheinlich ebenfalls fiktiven Ärztinnen Mercuriade und Rebecca sowie der realen Trota von Salerno erwähnt. Da sich in mittelalterlichen Quellen keine Erwähnungen von Abella, Mercuriade, Rebecca oder den ihr zugeschriebenen Werken finden lassen, wird heute davon ausgegangen, dass Mazza diese Frauen aus patriotischen Gründen erfunden hat, um auf die Promotion von Elena Lucrezia Cornaro Piscopia 1678 in Padua zu reagieren: Die Medizinhistorikerin Monica H. Green schreibt:

“No evidence of the oeuvres or even existence of the alleged medical writers and ‘professors’ at Salerno—Abella, Rebecca Guama, and Mercuriade—has been found. It now seems likely that they are the creation of a patriotic 17th-century Salernitan historian.”

Judy Chicago widmete „Abella“ eine Inschrift auf den dreieckigen Bodenfliesen des Heritage Floor ihrer 1974 bis 1979 entstandenen Installation The Dinner Party. Die mit dem Namen Abella of Salerno beschrifteten Porzellanfliesen sind dem Platz mit dem Gedeck für Trota zugeordnet.